# Kočka bornejská
Kočka bornejská (Catopuma badia, dříve Felis badia; české synonymum je kočka Grayova) je endemický druh malé kočkovité šelmy, obývající pouze ostrov Borneo. Veškeré údaje o druhu pocházejí ze šesti kůží ulovených koček a jednoho živého jedince, který byl chycen v listopadu roku 1992. V přírodě je pozorována jen málokdy a o jejím způsobu života není nic známo.

## Popis
- Hmotnost: 2,3–4,5 kg
- Délka: 53–67 cm + 32–39 cm ocas
- Výška: 28 cm

Kočka bornejská se podobá malé kočce Temminckově, srst je zlatohnědá, červenohnědá nebo šedavá, krátká a bez kresby. Břicho je světlejší, uši tmavě hnědé, ocas je hnědý. Konec ocasu je bílý, ale úplně na špičce je černá skvrna.
Zvláštností kočky bornejské je, že první horní třenový zub má pouze jeden kořen a je menší, než u ostatních kočkovitých šelem.

## Rozšíření, stanoviště, populace
Kočka bornejská žije pouze na Borneu, obývá tropický deštný prales, pravděpodobně se zdržuje v blízkosti vody.
Populace kočky je odhadována na maximálně 2 500 jedinců, populační trend podle IUCN je pokles.

## Život
O jejím způsobu života, lovu, kořisti, rozmnožování atd. chybějí relevantní informace.